# Леонтьєв Валерій Якович
Валерій Я́кович Лео́нтьєв (рос. Вале́рий Я́ковлевич Лео́нтьев; нар. 19 березня 1949, Усть-Уса, Комі АРСР, Російська РФСР) — радянський і російський співак, актор, Заслужений артист України (1987), Народний артист Росії (1996), лауреат премії Ленінського комсомолу (1985), Кавалер ордена «За заслуги перед Вітчизною» 4-го ступеня (2005), Ордена Пошани (2009) та Ордена Дружби (2014). володар премій World Music Awards, ZD Awards, Овація, Золотий Грамофон, практично беззмінний переможець номінацій «співак року» і «шоу року» за 1980—2001 роки в російських музичних рейтингах того часу.
У 1991 році отримав премію в Монте-Карло World Music Awards, як найкращий виконавець, лідер з продажу у Радянському Союзі. 28 березня 1998 на «Площі зірок» у ГЦКЗ «Росія» заклали іменну плиту Валерія Леонтьєва. У 2009 році Іменна зірка Леонтьєва з'явилася на «Алеї зірок» Слов'янського базару у Вітебську.
П'ятиразовий володар Національної російської премії «Овація» у тому числі в номінації «Жива легенда» 1998 року, Восьмиразовий володар премії «Звукова доріжка» в тому числі в номінації «Легенда» 2009 року.
Народився в селі Усть-Уса Комі АРСР в сім'ї оленярів і зоотехніків. Дитячі роки пройшли у селі Невикбож.
Сімейний стан — одружений.
Записав понад 30 платівок і компакт-дисків, з яких багато розходилися мільйонними тиражами.

## Життєпис
Народився 19 березня 1949 року в невеликому селі Усть-Уса, в Комі. Його сім'я не мала ніякого відношення до мистецтва. Леонтьєви жили досить скромно. Батько, Яків Степанович Леонтьєв будучи помором з Архангельської області працював ветеринаром в оленярстві, мама Катерина Іванівна Клюц народилася в Україні. Хлопчик був пізньою дитиною, він народився, коли матері виповнилося 43 роки. Крім нього в сім'ї підростала старша сестра Майя.
Незабаром з Усть-Уса сім'я перебралася на батьківщину батька, в Архангельську область. Раннє дитинство Валерія пройшло в селі Верхні Матігори. Коли хлопчикові виповнилося 12 років, сім'я Леонтьєвих знову переїхала на цей раз в Івановську область місто Юр'євець на мальовничому березі Волги.
У дитинстві і юності рідні Валерія помітили, що хлопчика тягне до творчості. Він непогано малював, був дуже пластичний та добре співав — навіть виконував соло в шкільному хорі. А ще він брав активну участь у шкільній самодіяльності і з задоволенням ходив в драмгурток. Але про те, щоб стати артистом або співаком, простий хлопчик з небагатої сім'ї навіть не мріяв.
Після закінчення 8-го класу Леонтьєв здав документи в радіотехнічний технікум в Муромське, але провалив іспити і повернувся довчатися в рідну школу. Мабуть, гени батька-помора позначилися, і Валерій все більше починає мріяти про роботу, пов'язану з морем. У старших класах він практично зважився після закінчення школи виїхати до Владивостока і поступити на океанолога, але для скромної у своїх доходах сім'ї такі витрати виявилися не під силу. Саме тоді Валерій Леонтьєв усвідомив, що є ще одна професія, з якою хотів би пов'язати життя і в 1966-му подав документи в Московський ГІТІС, вибравши акторський факультет. Але нерішучість і комплекс провінціала зробили свою справу: в останній момент Леонтьєв забрав документи з приймальної комісії.
Повернувшись в Юр'євець, Валерій відразу ж пішов на роботу. Перепробував він багато всього: працював електриком, листоношею, різноробочим на цегельному заводі і навіть кравцем. Але освіту треба було отримати, і Валерій вступив у гірничий інститут у Воркуті. Увечері він навчався, а вдень заробляв собі гроші на життя, працюючи лаборантом у НДІ і креслярем одного з проєктних інститутів Воркути. Довчився Леонтьєв лише до третього курсу і кинув навчання: душа не лежала до майбутньої професії. Проте чим далі, тим більше хотілося співати і виступати на сцені. Вогні софітів і аплодисменти залів, повних публіки, вабили хлопця все сильніше.
Початок творчої біографії Валерія Леонтьєва було покладено в 1972 році. Його перший сольний концерт відбувся 9 квітня в одному з будинків культури Воркути. Перший успіх дуже надихнув молодого виконавця, і незабаром він став переможцем регіонального конкурсу «Ми шукаємо таланти» в Сиктивкарі. Цікаво, що нагородою за перемогу стало навчання в Москві, у Всесоюзній творчій майстерні естрадного мистецтва Георгія Виноградова. Чому Валерій, почавши вчитися, майже відразу кинув навчання, історія замовчує. Відомо тільки, що він повернувся в Сиктивкар, в місцеву філармонію. Незабаром Леонтьєв стає солістом колективу «Відлуння». Музиканти підготували дві програми і разом з новим солістом Валерієм Леонтьєвим об'їхали ледь не всі міста Радянського Союзу. Але концерти проходили не в великих залах, а всього лише на сценах місцевих Будинків культури.
Лише 1978 року Валерій вперше виступив на сцені Великого концертного залу в Горькому. Концерт пройшов з великим успіхом, і співак отримав запрошення працювати в міській філармонії. Він погодився, але лише з умовою, що його відправлять на Ялтинський всесоюзний музичний конкурс. Так і сталося. За виконання музичної балади «Пам'яті гітариста» в Ялті Леонтьєву вручили першу премію. Конкурс транслювався на всю країну. Влітку наступного року у Валерія Леонтьєва нова і ще більш гучна перемога: головна премія на 16-му Міжнародному фестивалі естрадної пісні «Золотий Орфей» в Сопоті. Там же вперше він з'явився в оригінальному сценічному костюмі власного авторства, за який болгарський журнал мод вручив йому спеціальний приз.
На початку 1980-их Валерія Леонтьєва знали вже всі: він співав мало не у всіх збірних концертах відомих концертних майданчиків.
Чорна смуга в житті виконавця, як не дивно, почалася через його успіху на фестивалі в Єревані. Він отримав приз популярності, але потрапив в немилість через компліменти американських журналістів, які написали, що Леонтьєв за манерою виконання дуже схожий на Міка Джаггера. Радянським чиновникам від естради це дуже не сподобалося, і цілих три роки Леонтьєва не показують по телевізору і не запрошують на столичні концерти. Крім всіх творчих неприємностей, в цей період Леонтьєв переніс серйозну операцію з видалення пухлини горла. На щастя, голос незабаром відновився, а повернутися на сцену співакові допоміг Раймонд Паулс, який у той час вже мав чималий вплив.
До того ж співак згадав, що досі він не має освіти. Цього разу він поступив та закінчив інститут культури в Ленінграді, де отримав диплом за спеціальністю режисер-масовик. У цей час Валерій Леонтьєв дав у місті на Неві майже два десятки концертів, які пройшли з аншлагом.
1983 року Леонтьєв знову купається в славі і популярності. І знову завдяки композитору Раймонду Паулсу. Саме він віддав виконавцю ціле відділення свого авторського вечора. Концерт відбувся в столичному концертному залі «Росія».
1985 року Леонтьєв отримав премію Ленінського комсомолу. А після цього поїхав до Афганістану разом з групою артистів. 1986 рік ознаменувався поїздкою до Чорнобиля, де співак виступив у селищі Зелений мис. А в 1987 році Леонтьєв вже став Заслуженим артистом України та закінчив ВНЗ.
1991 року Леонтьєв отримав премію The World Music Awards, як найкращий виконавець, лідер з продажу звуконосіїв в СРСР.
Приблизно в 1993 відбувся помітний поворот у творчості Валерія, можна сказати, що він перейшов від «програми» до «супер-шоу». Першим таким «супер-шоу» стало «Повний місяць», в якому ми бачимо перед собою вже майже сучасного нам Леонтьєва.
1994 року пройшла ще одна вкрай цікава програма — «Красуня і Казанова», «красунею» в якій стала Джина Лоллобриджида.
1995 року почалася робота над новим диском «По дорозі до Голлівуду», і на студії «AGM» в Голлівуді були записані 11 нових пісень композитора Юрія Чернавського і поета Олександра Маркевича.
9 березня 1996 року Леонтьєву було присвоєно давно заслужене звання Народного артиста Росії.
28 березня 1998 року в самому центрі Москви, недалеко від Кремля, пройшла урочиста церемонія закладки іменної зірки Валерія Леонтьєва на «Площі зірок». На честь цієї події в ДЦКЗ «Росії» пройшов святковий концерт.

## Освіта
- Воркутинська філія Ленінградського гірничого інституту ім. Плеханова
- Всеросійська творча майстерня естрадного мистецтва
- режисерське відділення Ленінградського інституту культури.

## Кар'єра

Погруддя Валерія Леонтьєва.

### До естради
- підсобник на цегляному заводі
- листоноша
- стрічковик-змащувальник на льонопрядильній фабриці

### На естраді
- 1972 — перший сольний концерт ДК «Шахтарів» (ДКШ), м. Воркута.
- 1980 — перші сольні концерти в Москві (Лужники, Театр Естради, ЦДКЖ, Олімпійське село);
- 1981 — перші сольні концерти в БКЗ «Жовтневий», Ленінград.
- 1981 — перша участь у фіналі фестивалю «Пісня року»;
- 1981 — участь у конкурсі — фестивалі «Єреван −81», м. Єреван.
- 1983 — концертна програма «Я просто співак» (18 аншлагових концертів у Ленінграді);
- 1984 — концертна програма «Біжу по життю»;
- 1985 — концертна програма «Наодинці з усіма», що стала культовою. Внаслідок черг за квитками на кількох центральних вулицях Ленінграда зупиняється транспортний рух. 10 концертів;
- 1986 — концертна програма «Зоряний сюжет»;
- 1987 — концертна програма «Вибране»;
- 1988, червень — 1989, листопад — рок-опера «Джордано», понад 50 концертів у Москві та Ленінграді. Леонтьєв грає 3 головні ролі (з 4!) — Джордано Бруно, Шута і Сатани;
- 1988 — шоу «Справа смаку», гастрольний тур по Індії.
- 1988–1989 — грандіозний гастрольний тур по містах СРСР. Приміром, тільки в одному Новосибірську в 1988 році Леонтьєв дає серію з 27 сольних концертів;
- 1990 — шоу «Мені здається, що я ще не жив» у ССК «Олімпійському». Гастролі в США, Індії, Німеччині, Ізраїлі.
- 1993 — шоу «Повний місяць» — перше супер-шоу в Росії.
- 1994 — шоу «Красуня і Казанова» — перший концерт попзірки з симфонічним оркестром в Росії. За участю секс-символу 1960-х Джини Лоллобриджиди.
- 1996 — шоу «По дорозі до Голлівуду», гастролі в США, Німеччині, Ізраїлі, Канаді.
- 1998 — концерт на Площі Зірок, сольний концерт на 50-річчя держави Ізраїль (Тель-Авів, 14 травня 1998), гастролі в Німеччині, США та Об'єднаних Арабських Еміратах.
- 1999 — шоу «Фотограф сновидінь», гастролі в Росії, Україні, Ізраїлі, США, Канаді, Німеччині, Прибалтиці.
- 2001 — шоу «Безіменна планета», гастролі в Росії, Україні, Прибалтиці, США, Німеччини;
- 2003 — концертний тур «Шоста життя» (Росія, Україна, США, Німеччина, Ізраїль);
- 2004, 11-14 березня — сольні концерти в БКЗ «Жовтневий»;
- 2004, 12 березня — 300-й сольний концерт у Санкт-Петербурзі;
- 2005 — концертна програма «Валерій Леонтьєв представляє …» (Росія, Україна, Білорусь).
- 2006–2008 — гастролі в Росії, України, Білорусі, Латвії, Казахстані, Узбекистані, Киргизстані, Азербайджані, Ізраїлі;
- 2009–2010  — ювілейне шоу «Люблю, скучаю, чекаю». Гастролі по США, Ізраїлю, Росії, України, Білорусі, Латвії, Казахстані, Узбекистані, Киргизстані, Азербайджані, Австралії.
- 21-22 жовтня 2011 — ювілейні концерти в Кремлівському палаці з'їздів (шоу «Найкращий назавжди!»);
- 2012 — гастролі з концертною програмою «Найкращий назавжди!», присвяченої 40-річчю творчої діяльності (Росія, Україна, США);
- 21-22 жовтня 2012 — ювілейні концерти в Кремлівському палаці з'їздів (шоу «На численні прохання …»;
- 2013 — гастролі по Росії, Україні, Казахстану.
- 19, 21, 22 березня 2014 — ювілейні концерти в БКЗ «Жовтневий», Санкт-Петербург; 28 березня 2014 — ювілейний концерт у Кремлівському палаці з'їздів, квітень — тур по Далекому Сходу, травень — по Ізраїлю, липень-серпень — Краснодарський край, Крим.
- 2015 — творчий вечір Валерія Леонтьєва на «Новій хвилі» в Сочі.

## Дискографія
- Муза (1983)
- Диалог (1984)
- Премьера (1985)
- Наедине со всеми (1986)
- Бархатный сезон (1986)
- Я — просто певец (1988)
- Дело вкуса (1990)
- Грешный путь (1990)
- Ночь (1993)
- Полнолуние (1993)
- У ворот Господних (1994)
- Прикоснись (1994)
- По дороге в Голливуд (1995)
- Санта-Барбара (1998)
- Канатный плясун (1999)
- Каждый хочет любить (1999)
- Августин (2001)
- Кленовый лист (2003)
- Ночной звонок (2004)
- Падаю в небеса (2005)

Президент Білорусі Лукашенко вручає Леонтьєву премію Через мистецтво — до миру і взаєморозуміння на фестивалі Слов'янський базар 2009.

- Годы странствий (2009, мікстейп-альбом)
- Художник (2011, мікстейп-альбом)
- Любовь-капкан (2014, мікстейп-альбом)

## Музичні премії
- I премія на Всесоюзному конкурсі на найкраще виконання пісень країн соціалістичної співдружності в Ялті (1979).
- I премія XVI Міжнародного фестивалю «Золотой Орфей» у Болгарії (1980)
- «ZD Awards» в номінації «Співак року-1980»
- «Приз популярності» на музичному фестивалі «Єреван — 81» (1981)
- «Співак-року-1981» на конкурсі «Естрада-81» (номінація «Соліст року)» (Комсомольская правда 05.02.1982)
- «Співак року-1983» згідно з опитуванням читачів газети «Зміна» (в рубриці «Зірки-83»)
- «Співак року-1984» згідно з опитуванням читачів газети «Зміна» (в рубриці «Зірки-84»)
- «Співак року-1985» згідно з опитуванням читачів газети «Зміна» (в рубриці «Зірки-85»)
- «ZD Awards» в номінації «Співак року-1985»
- «ZD Awards» в номінації «Співак року-1986»
- «Найкраща пісня 1987» за підсумками відкритого голосування ІТАР-ТАРС в СРСР («Біла ворона»)
- «Співак року-1988» за підсумками відкритого голосування ІТАР-ТАСС
- «Співак року-1990» згідно загальносоюзному хіт-параду ТАСС
- «Найкраща пісня 1990» згідно загальносоюзному хіт-параду ТАСС «Грішний шлях»
- World Music Awards 1991 — «Золотий скрипковий ключ» за найбільшу кількість продаваних дисків в СРСР
- «Профі-1991» в номінації «Співак року»
- «Овація 1993». Приз — «за неубутний артистизм» (заснована спеціально для Валерія Леонтьєва)
- Премія Уряду Москви в області літератури і мистецтва за 1996 рік — за супершоу «Повний місяць» і «По дорозі до Голлівуду»
- «ZD Awards 1996» за найкраще шоу року — «По дорозі до Голлівуду»
- «Овація 1996» за найкраще шоу-видовище року («По дорозі до Голлівуду»)
- «Овація 1996» в номінації «Співак року-1996»
- «Пісня року 97» — спеціальні призи «Співак року» та «За величезний внесок у розвиток російської естради»
- «Золотий Грамофон 1997» за пісню «Один квиток»
- «Овація 1998», премія «Жива легенда»
- «Стопудовий хіт 1998» — премія від радіостанції Хіт FM за пісню «Дев'ять хризантем»
- 28 березня 1998 — закладення іменної зірки на Площі Зірок (Москва, Красна Площа)
- «ZD Awards 1999» за найкраще шоу року — «Фотограф сновидінь»
- «Овація 1999» за найкраще шоу-видовище року («Фотограф сновидінь»)
- премія МВС Росії в галузі літератури і мистецтва (1999 рік)
- «Золотий грамофон 1999» за хіт «Кожен хоче любити»
- «Стопудовий хіт 1999» — премія від радіостанції Хіт FM за пісню «Кожен хоче любити»
- «Стопудовий хіт 2000» премія від радіостанції Хіт FM за пісню «Августин»
- «Золотий грамофон 2000» за хіт «Августин»
- «ZD Awards» 2001 за найкраще шоу року — супершоу «Безіменна планета»
- «Муз-ТВ 2003» — спеціальний приз «За досягнення в розвитку популярної музики»
- «Золотий Грамофон 2005» — спеціальний приз «За внесок у розвиток російської попмузики»
- «Золотий Грамофон 2008» за пісню «Голуби»
- «Бог Ефіру 2009» — спеціальний приз «Радіорекорд»
- «ZD Awards 2009» — спеціальний приз «Легенда»
- «ZD Awards 2014» — «За внесок у розвиток вітчизняної естради»
- «Російська Національна музична премія 2015» — «за унікальний внесок у становлення російської естрадної музики».

## Євробачення-87
Едуард Фомін, колишній працівник Міністерства просвіти РРФСР, відкрив журналістам у 2009 році одну з прихованих раніше сторінок історії радянської культури. У 1987 р. у форматі розгортання перебудови та розрядки, у Міністерстві просвіти СРСР розглядалася участь Радянського Союзу в престижному європейському пісенному конкурсі «Євробачення». «Георгій Петрович Веселов [міністр культури СРСР] запропонував відправити Валерія Леонтьєва, молодого талановитого співака», — розповів чиновник. Однак ідея Георгія Веселова не була підтримана керівництвом КПРС і, як не дивно, самим Горбачовим. Навіть у Міністерстві культури більшість була настроєна на те, що СРСР ще не готовий до настільки радикальних кроків. [Архівовано 20 грудня 2013 у Wayback Machine.], [недоступне посилання з квітня 2019]

## Звання і нагороди
- Лауреат премії Ленінського комсомолу (1985)
- Заслужений артист Української РСР (1987)
- Народний артист Росії (9 березня 1996)
- Премія Уряду Москви в галузі літератури і мистецтва за 1996 рік — за супершоу «Молодик» та «По дорозі до Голлівуду»
- Орден «За заслуги перед Вітчизною» IV ступеня (19 березня 2005) — за великий внесок у розвиток музичного мистецтва
- Орден Михайла Ломоносова (АБОП, 2007 рік)
- Орден Петра Великого першого ступеня (АБОП, 2007 рік)
- Премія Президента Білорусі Через мистецтво - до миру і взаєморозуміння. Вручено Олександром Лукашенком 12 липня 2009.
- Орден Пошани (2009) — за великі заслуги в розвитку вітчизняного естрадного мистецтва і багаторічну творчу діяльність
- Орден Дружби (2014) — за досягнуті трудові успіхи, значний внесок у соціально-економічний розвиток Російської Федерації, заслуги в гуманітарній сфері, зміцнення законності та правопорядку, активну законотворчу, громадську діяльність, багаторічну сумлінну працю.
- Почесний громадянин Республіки Саха (2014)
- Орден «За заслуги перед Вітчизною» III ступеня (21 лютого 2022) — за великий внесок у розвиток вітчизняної культури та мистецтва, багаторічну плідну діяльність.

## Нерухомість
- Квартира в клубному будинку в історичному центрі Москви. Куплена в 1993 році  [Архівовано 22 вересня 2015 у Wayback Machine.]
- Вілла в Корал-Ґейблз, Маямі, штат Флорида, США (сусіди — Сильвестр Сталлоне і Мадонна). Придбані в 1996 році
- Квартира на Collins Avenue[en], Маямі, штат Флорида, США. Куплена в 2002 році  [Архівовано 17 березня 2018 у Wayback Machine.]
- Квартира в Hallandale Beach, штат Флорида, США. Куплена в 2005 році
- Вілла в Аліканте, Іспанія (сусіди — Михайло Горбачов, Вікторія Бекхем). Куплена в 2008 році  [Архівовано 10 вересня 2015 у Wayback Machine.]  [Архівовано 1 червня 2013 у Wayback Machine.]
- Леонтьєв має колекцію автомобілів: Rolls-Royce Phantom  [Архівовано 15 липня 2015 у Wayback Machine.]  [Архівовано 10 вересня 2015 у Wayback Machine.], Bentley Continental GT  [Архівовано 27 червня 2015 у Wayback Machine.], Aston Martin  [Архівовано 15 липня 2015 у Wayback Machine.], Maserati, Porsche Cayenne.

## Цікаві факти
- Сайт «Миротворець» вніс Валерія Леонтьєва в розділ «Чистилище» через перетин кордону анексованого Криму та концерти, проведені там у 2014 і 2015 роках[2][3].